# Pyramica pilinasis
Pyramica pilinasis är en myrart som först beskrevs av Auguste-Henri Forel 1901.  Pyramica pilinasis ingår i släktet Pyramica och familjen myror. Inga underarter finns listade i Catalogue of Life.

## Bildgalleri